# 아비지옥

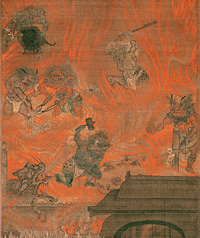
13세기 일본의 아비지옥도.

아비지옥(阿鼻地獄, 산스크리트어: Avīci 아비치) 또는 무간지옥(無間地獄)은 불교의 팔열지옥 중 가장 아래층이며, 가장 고통스러운 지옥이다. 모서리 길이가 2만 요자나(12만-30만 킬로미터)인 정육면체 모양이다.
가장 고통스러운 지옥이며 또한 형기도 가장 길다.